# Albert de Watteville
Pour les articles homonymes, voir Watteville.
Albert de Watteville, né le 23 octobre 1617 à Berne et mort le 2 avril 1671 à Oberdiessbach, est un officier suisse, longtemps engagé au service de France. Retiré dans sa patrie il y a construit le prestigieux  nouveau château d'Oberdiessbach.

## Biographie
Albert de Watteville est le fils de Sigismond, bailli de Morges. En 1634, à 17 ans, il entre au régiment du duc de Candale et en 1642, à 25 ans, accède au grade de lieutenant-colonel dans le régiment de son oncle Jean-François de Watteville. Ce régiment se distingue en 1643 à la bataille de Rocroi, puis participe aux sièges de Gravelines et de Mardyck. En 1646, Albert reprend le commandement du régiment de son oncle et, en qualité d’entrepreneur militaire, accumule une fortune considérable.
Il rachète en 1648 de son frère cadet la seigneurie de Diessbach et, en 1652, revient définitivement s’établir dans ses vastes propriétés de Diessbach. Il y fait construire un somptueux nouveau château d'Oberdiessbach à partir de 1668, mais meurt en 1671, avant d’avoir vu l’achèvement de son œuvre.
Une chapelle funéraire lui est dédiée au temple d'Oberdiessbach. Si le chœur de l’église date de 1498, la chapelle carrée qui lui a été ajoutée vers 1670, coiffée d’un élégant toit Mansart, a été bâtie pour Albert de Watteville par l’architecte actif également au nouveau château, soit Jonas Favre. À l’intérieur, un imposant monument funéraire, rappelant le souvenir du défunt, a été élevé entre 1671 et 1679, également sous la direction de Jonas Favre. Il s’agit là assurément du plus ambitieux monument funéraire de Suisse.